# Castell de Bar
Castell de Bar és un monument del municipi del Pont de Bar (Alt Urgell) declarat bé cultural d'interès nacional.

## Descripció
El castell de Bar es troba sobre un petit promontori als afores del poble de Bar. El castell segurament s'adaptava a les formes naturals del turó, aprofitant les parets de roca natural, per tant devia tenir una forma el·líptica. Es conserven alguns trossos de construcció: al centre hi ha la base de la torre central; al nord, i arran del cingle, hi ha un pany de mur d'uns 6 metres de llarg; hi ha diversos fragments aprofitats per construccions més modernes.

## Història
En la documentació antiga es troben mencions del Baridà o de Bar. El castell està mencionat diverses vegades a la documentació del segle x, per exemple al 31 d'octubre de 911 com a castro Bari i al 9 d'abril com a kastro Bari. El 1366 apareix esmentat, ja que Roger Bernat de Foix, vescomte de Castellbó, adquirí a carta de gràcia el castell i el lloc de Bar. Els castells de Bar, Musse i Alt seguien alienats al vescomte de Castellbó el 1396, quan la corona el recobrà i el 1400 el rei Martí l'Humà els va vendre a Guerau de Malleó, camarlenc seu. En realitat, més que una venda fou una donació reial. Aviat, tanmateix, el rei feu la retrocessió. El 1462 "la custòdia del castell de Bar se pertany a la vila de Puigcerdà". En la guerra de Successió, el castell de Bar fou fortificat pels austriacistes.